# Channichthys rhinoceratus
Channichthys rhinoceratus — вид окунеподібних риб родини білокрівкових (Channichthyidae).

## Поширення
Антарктичний вид. Ендемік Кергеленського плато. Трапляється на глибині до 750 м.

## Опис
Виростає до 60 см, зазвичай до 40 см. Вага — 0,5 кг. Харчується в основному рибою та іноді водоростями.